# Église Saint-Cyr-et-Sainte-Julitte de La Rixouse
L'église Saint-Cyr-et-Sainte-Julitte de La Rixouse est une église du située à La Rixouse dans le département du Jura. Elle est inscrite au titre de monument historique depuis 2013.

## Images

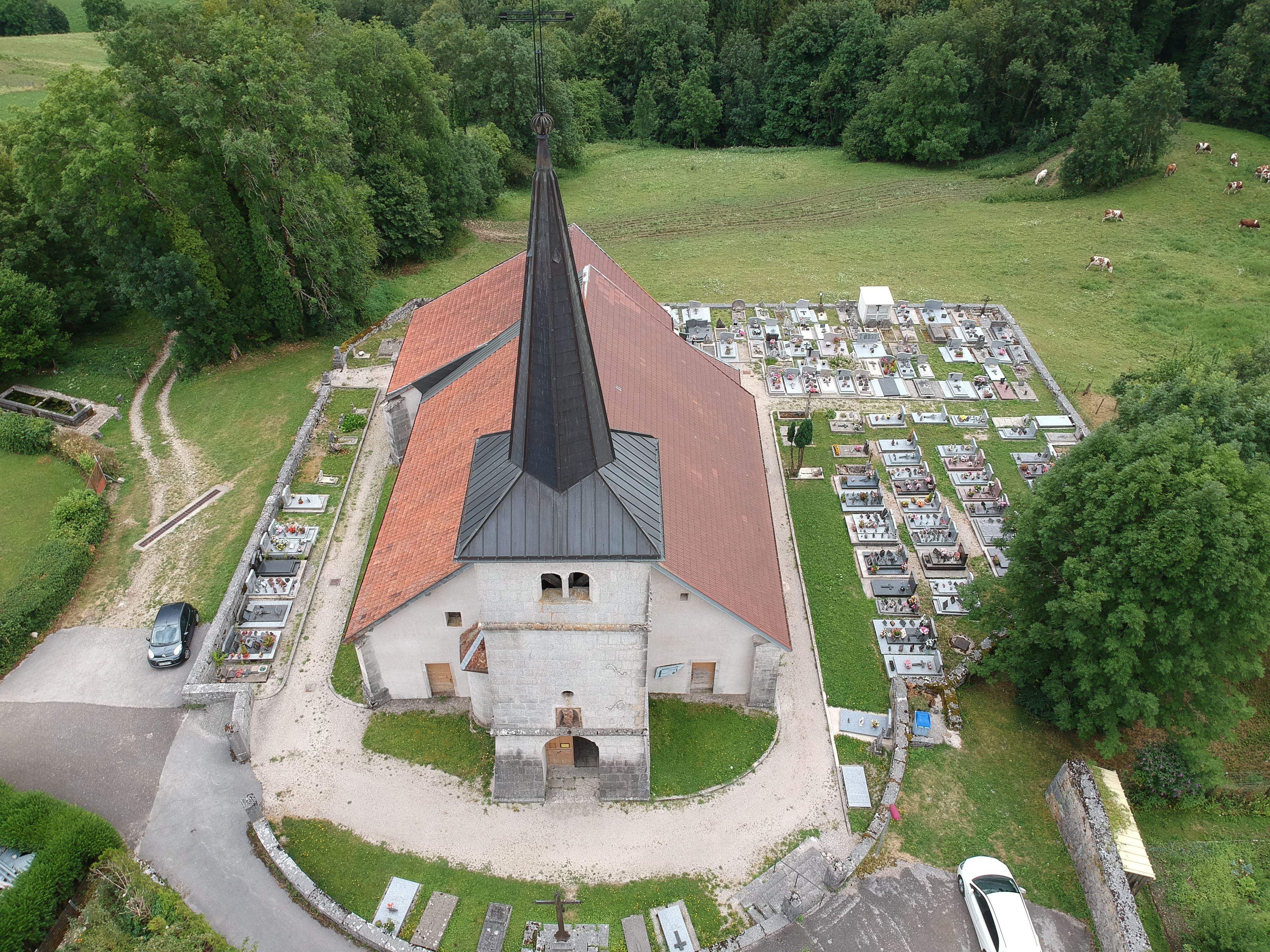
Vue aérienne.
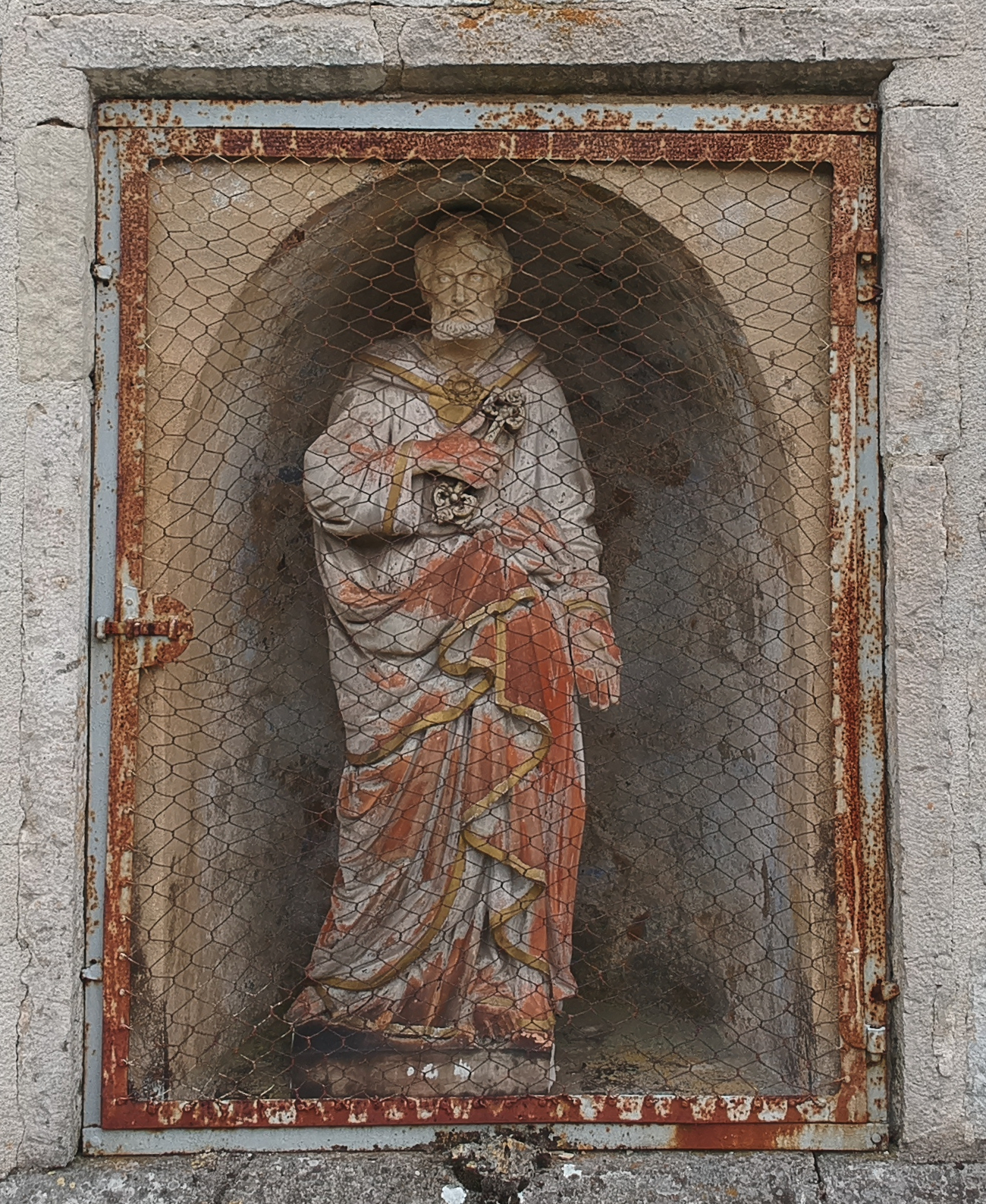
Statue de saint Pierre située dans une niche au-dessus du portail (classée objet monument historique[2]).